# Battaglia di Iconio
La battaglia di Iconium fu combattuta nel 1190 da Federico Barbarossa durante la terza crociata insieme al suo terzo figlio Federico VI di Svevia contro i Selgiuchidi del Sultanato di Rum, presso Konya (un tempo Iconium, in Turchia), guidati da Quṭb al-Dīn, figlio del Sultano di Rūm, Qilij Arslān II.
La battaglia iniziò il 18 maggio quando l'esercito di Barbarossa si trovò verso Konya, e Qutb al-Dīn marciò subito per fermare l'esercito imperiale. Saputo ciò, Barbarossa divise l'esercito in due parti, una parte al comando di suo figlio Federico e l'altra parte guidata dall'imperatore stesso. Federico assaltò la città mentre l'imperatore ingaggiò una dura battaglia contro l'enorme esercito selgiuchide. La città cedette al figlio dell'imperatore mentre l'imperatore stava ancora combattendo il nemico.
La battaglia finì dopo un po' di tempo e vide vittorioso l'imperatore Federico Barbarossa, l'esercito turco si sgretolò lasciando la città in balia dei crociati tedeschi. Le perdite imperiali furono poche mentre quelle turche elevate ma non si conosce con certezza il loro numero.
Poco tempo dopo, l'imperatore affogherà nel fiume Saleph ponendo fine alla crociata tedesca, solo un esiguo numero di crociati tedeschi raggiungerà Acri già assediata da Guido di Lusignano e nell'assedio troverà la morte pure il figlio dell'imperatore.